# Gallieniellidae
Gallieniellidae là một họ nhện thuộc bộ Araneae. Các loài trong họ này chuyên ăn kiến. Họ này có 10 chi, tổng cộng có 48 loài. Họ này ban đầu được cho là loài đặc hữu của Madagascar. Từ những năm 1980, Ngoài ra loài này được tìm thấy ở miền nam Kenya, phía bắc miền Đông Argentina, Úc. Chi Drassodella đã được chuyển vào họ Gnaphosidae vào năm 1990.

## Các chi và loài
Phân loài theo Joel Hallan's Biology Catalog.
- Gallienellinae Millot, 1947

- Drassodella Hewitt, 1916 (Nam Phi)
- Gallieniella Millot, 1947 (Madagascar, đảo Comoro)
- Legendrena Platnick, 1984 (Madagascar)
- Toxoniella Warui & Jocqué, 2002 (Kenya)

- Meedoinae

- Galianoella Goloboff, 2000 (Argentina)
- Meedo Main, 1987 (Úc)
- Neato Platnick, 2002 (Úc)
- Oreo Platnick, 2002 (Úc)
- Peeto Platnick, 2002 (Úc)
- Questo Platnick, 2002 (Úc)